# 周成過台灣
《周成過台灣》為清末台灣臺北知名民間故事，因其特性，也被部分學者歸類為口語傳說。該故事雖被許多學者認為真實性偏低，但於鄉野調查上，大多數台灣人深信真有其事。《周成過台灣》與臺南的傳奇故事《林投姐》情節相當相似。日後這兩與《陳守娘顯靈》、《呂祖廟燒金》收錄於1972年連曉青主編的《臺灣四大奇案》。
1911年台灣日治時期中段，首先以新劇（話劇）完整型態公開演出的《周成過台灣》，經過各種樣式傳唱呈現後，各樣式演出的故事情節稍有差異。不過總體來說，故事發生時間背景都為19世紀的台灣清治時期末期的移民時代，地點則都為大稻埕。

## 故事
故事經過各地說書傳講，情節略有差異，元配的名字也有「月里」、「月裡」、「月裏」的版本，較為1911年台灣日治時期中段，首先以新劇（話劇）完整型態公開演出的《周成過台灣》，經過各種樣式傳唱呈現後，各樣式演出的故事大綱略有差異。不過總體來說，故事發生時間背景都為19世紀的台灣清治時期末期的移民時代，地點則都為大稻埕。故事描述，已婚主人翁周成因為飢荒，獨自從福建安溪來到台灣從商。抵台後，因機運飛黃騰達且再婚娶江山樓名妓郭阿麵。數年後，周成元配渡臺尋夫，不料遭周成與妾共同下毒殺害，之後，周成相傳被元配冤魂附身，發瘋殺死郭阿麵。

## 構成
台灣民眾熟知的《周成過台灣》，故事構成與台灣移民史有極大關係。在背景上亦充滿濃厚鄉土地域文化。故事中，唐山過台灣、大稻埕的繁華、貿易致富、渡台禁令、禁止攜眷等等內容，投射台灣移民開發時期的特殊時代環境。
另一方面，《周成過台灣》亦帶有典型通俗的負心漢文學模板，加上儒家傳統家庭觀念、移民海島特性及報應不爽等文化，產生與眾不同的移民世情故事。在構成上亦衍生出「富貴易妻」、周成迷戀娼妓、殺妻後遭妻亡魂索命的其他版本。學者認為，混合多種文化的《周成過台灣》故事，已有別於東亞民間文學故事類型。也就是說，「周成過台灣」此一類傳說故事，雖可在東亞古典文學的範圍內找到同一類型的故事，但它又極具地方色彩，是屬於東亞古典文學在台灣流行的「亞型」文學。

## 戲劇
該傳說或故事除了承繼東亞古典文學中負心漢主題之外，也具特殊台灣地方色彩。由於故事本身有著特殊的邊陲文學特性，以各種表現形式於台、澎廣大流傳。其中又以戲劇為最大媒介。

### 新劇
就現有文獻記載，最早提及《周成過台灣》故事的，就是1911年5月4日於台北朝日座戲院（今台北市中華路1段21巷巷口）上演的新劇（話劇）《無情之恨》。以日語發音；主要演員均為日籍演員的《無情之恨》即採用《周成過台灣》民間傳說故事來吸引台灣民眾觀賞。之後，為了達到效果，該劇也曾採用台灣演員以台灣話搬演。

### 說唱
說唱即「既說且唱」的表演方式，來台發展後又稱「歌仔」或「唸歌」，係採「半說半唱」、「說中帶唱、唱中帶說」。表演時通常是一人或兩人以絃琴彈唱，唱者並擬男女聲來排演故事。
《周成過台灣》於1910年代亦成為常見說唱故事之一，流傳地區以台北地區為主，而臺灣戰後時期知名說唱者則尚有呂柳仙、邱查某、楊秀卿及黃秋田四名。這裡面，楊秀卿、黃秋田較為人熟知。而該四名演出者的說唱根據，則通為前人編纂的歌仔簿。值得一提的是，792句，長達5000餘字的《周成過台灣》歌仔簿，一直為同類型文學的內容最豐富者。

### 歌仔戲
1927年，《周成過台灣》以「台北奇案」為名，製播為歌仔戲情節並於戲院公開上演。其戲劇內容為周成得妻幫助成功後，殺妻別娶，之後原配亡魂報復，致一家三口均亡情節。另外該歌仔戲全本，亦在1933年，被哥倫比亞唱片公司發行成《周成過台灣》歌仔戲唱片上市。
1945年國民政府接收台灣後，政府大力限制台語傳統地方戲發展。臺灣省行政長官公署並在1947年以「管理」為由，限制播出戲劇戲目。雖包含《周成過台灣》的104齣戲劇、歌仔戲、布袋戲等被核准演出，但是演出內容被限制「不得與官方版本有異者」，且須事先送會審，播出時並「隨時隨地執行檢查」。1954年，受國共內戰影響，戲劇限制擴大，該年《周成過台灣》的歌仔戲戲劇，正式遭國民政府禁演。
1977年8月，台灣政經時勢較緩。《周成過台灣》歌仔戲版本正式在台復演，以楊麗花、許麗燕、柯翠霞為班底的《周成過台灣》歌仔戲戲劇熱烈演出。並以廣播歌仔戲、唱片等形式傳唱。

### 影視
除了說唱、歌仔戲外，《周成過台灣》也以電影方式呈現。其中1956年，台語電影《周成過台灣》，為該年度全台灣電影賣座第四，不過，有人認為該片為香港影界，為迎合台灣民眾口味所製播的廈語片，而正因廈門話屬於閩南語，與臺灣閩南話相近，因此成為賣座原因。
因體裁為人熟知，再度推出台語發音的周成過台灣電影，例如，1987年，由張純芳、陳觀泰主演的《周成過台灣》。
- 開眼電影網上《周成過台灣》的資料（繁體中文）
- 香港影庫上《周成過台灣》的資料（繁體中文）
- 时光网上《周成過台灣》的資料（简体中文）
- 豆瓣电影上《周成過台灣》的資料 （简体中文）
- 互联网电影数据库（IMDb）上《周成過台灣》的资料（英文）

1970年代之後，周成過台灣亦成為無線電視常播的劇集，甚至至今仍常見。2014年，三立台灣台的戲說台灣將周成過台灣改編成單元故事，由王信翔、許姿婷、史黛西、安迪等人演出。
中廣新聞網午夜奇譚節目之「傳奇劇場」單元亦製播過這則故事的廣播劇。